# Nevrolingvistika
Nevrolingvistika je smer jezikoslovja, ki proučuje vplive različnih sprememb ali okvar možganskih centrov na govor in oblikovanje besedil po kaki poškodbi ipd. Nevrolingvistika se je kot samostojna veda uveljavila leta 1985 s prvo številko revije Journal of Neurolinguistics.
Nevrolingvistika je interdisciplinarna veda, ki združuje teorije, metode in tehnike splošne lingvistike, psiholingvistike, razvojne psihologije, psihobiologije in kognitivne nevroznanosti. 
Henry Hécaen je  v svojem članku  L'aphasie iz leta 1968 nevrolingvistiko definiral kot študij jezikovnih primanjkljajev, ki se osredotočajo na:
- opis in klasifikacijo posameznih jezikovnih primanjkljajev glede na njihov izvor (izvor je lahko ugotovljen ali gre samo za hipotezo),
- ter prepoznanje in povezavo med posameznimi jezikovnimi primanjkljaji in poškodovanimi centri.

## Začetki nevrolingvistike
Proučevanje odnosa med jezikom in možgani se je začelo v 19. stoletju, ko je nemški zdravnik Franz Joseph Gall razvil teorijo, da so možgani razdeljeni na 35 delov, vsak naj bi imel svojo funkcijo. To je proučeval tako, da je na glavi tipal izbokline in vdolbine. Gallova teorija se imenuje frenologija in je prispevala k razvoju nevrolingvistike, saj so zaradi te teorije pozornost usmerili na možgansko skorjo.
Primer, ki je vzpodbudil zanimanje za razdelitev in delovanje možganov, je bil primer Phineasa Gagea – delavca, ki ga je leta 1841 v lobanjo zadela železna palica. Nesrečo je preživel, spremenila pa se je njegova osebnost, kar je potrdilo teorijo lokalizacije, torej da so različne funkcije v možganih na različnih delih.
Lokalizacijo je potrdil tudi francoski zdravnik Paul Pierre Broca, ki je imel primer, ko je njegov pacient Leborgne znal izgovoriti le besedo tan. Ugotovil je, da imajo ljudje, ki imajo možgane poškodovane na levi polovici, težave z govorom in z jezikom, medtem ko ljudje s poškodbo desne polovice možganov tega nimajo.
Za nevrolingvistiko je pomemben tudi nemški zdravnik Carl Wernicke, ki je odkril, da je za jezik pomemben še en del v levi polovici možganov. Trdil je, da obstajajo centri za jezik, ki pa so med seboj povezani. 

## Metode raziskovanja
- Elektroencefalografija (EEG) aktivnost možganov meri s pomočjo elektrod, nameščenih na različnih mestih na glavi.
- Magnetna encefalografija (MEG) meri magnetno polje.
- Pozitronska emisijska tomografija (PET), kjer preiskovancu vbrizgajo radioaktivno snov. Ta izpusti pozitron, ki trči v elektron. Pri tem nastanejo gama žarki, ki povedo, kje je prišlo do trka.
- Funkcijska magnetna resonanca (fMRI) meri krvni pretok.